# Muurainen (ö i Birkaland)
Muurainen är en ö i Finland. Den ligger i sjön Vankavesi och i kommunen Ylöjärvi i den ekonomiska regionen Tammerfors och landskapet Birkaland, i den södra delen av landet, 190 km norr om huvudstaden Helsingfors. Öns area är 63,5 hektar och dess största längd är 1,1 kilometer i nord-sydlig riktning.